# Hans Otto Wesemann
Hans Otto Wesemann (* 16. Februar 1903 in Frankfurt am Main; † 7. November 1976 in Bensberg) war ein deutscher Journalist.

## Leben
Wesemann studierte von 1921 bis 1925 Rechts- und Wirtschaftswissenschaften an den Universitäten München, Berlin und Halle und schloss mit Promotion zum Dr. rer. pol. ab. Von 1926 schrieb er als Redakteur für den Wirtschaftsdienst. Ab 1936 war er Direktor des Reichs-Kraftwagen-Verbandes in Berlin. Daneben war er ab 1940 für die Wochenzeitung Das Reich tätig.
Nach Ende des Zweiten Weltkriegs arbeitete er zunächst für den Berliner Kurier, später für den NWDR, wo er Leiter der Abteilung Wirtschaftsfunk wurde. 1953 wechselte er zur Deutschen Welle, war dort Chefredakteur und von 1961 bis 1968 deren erster Intendant. 1964 wurde Wesemann durch das Bundeswirtschaftsministerium zum Vorsitz des Vorstands der neu gegründeten Stiftung Warentest berufen.
Wesemann war bis 1971 Mitglied der Mont Pèlerin Society. Er gehörte von 1969 bis 1972 dem Beirat der Friedrich-Naumann-Stiftung an.
Hans Otto Wesemann ist nicht zu verwechseln mit dem Vorwärts-Redakteur und späteren Gestapo-Agenten Hans Wesemann (* 1895 in Nienburg/Weser; † 1971 in Caracas).

## Ehrungen
- 1968: Großes Verdienstkreuz mit Stern der Bundesrepublik Deutschland
- 1968: Alexander-Rüstow-Plakette